# برونو فيريرا ميلو
برونو فيريرا ميلو هو لاعب كرة قدم برازيلي في مركز الدفاع، ولد في 26 أكتوبر 1992 في باراكورو في البرازيل. لعب مع نادي فورتاليزا.

## وصلات خارجية
- برونو فيريرا ميلو على موقع قاعدة بيانات كرة القدم.إي يو (الإنجليزية)
- برونو فيريرا ميلو على موقع Soccerway.com (الإنجليزية)
- برونو فيريرا ميلو على موقع عالم كرة القدم.نت (الإنجليزية)